# Renato Casalbore
Renato Casalbore (né en 1891 à Salerne et mort le 4 mai 1949 à Superga) est un journaliste sportif italien. 
Fondateur et premier directeur du quotidien sportif Tuttosport, il périt dans le Drame de Superga, avec la grande équipe du Torino.

## Biographie
Né à Salerne, en Campanie, Renato Casalbore déménage pour Turin en 1912. Il travaille comme journaliste à La Stampa Sportiva de Gustavo Verona, puis au Sport del Popolo. En 1914, il travaille à la Gazzetta del Popolo jusque dans les années 1930. Après la Deuxième Guerre mondiale, il fonde le journal bi-hebdomadaire Tuttosport à Turin, le 3 avril 1945.
En 1949, il meurt lors du Drame de Superga, avec l'équipe de Torino AC. Il est l'un des trois journalistes sportifs disparus dans le crash du 4 mai 1949.